# 钟卫国
钟卫国（1961年11月—），浙江诸暨人，中国人民解放军空军中将。
曾任兰州军区空军政治部干部处处长、空军乌鲁木齐指挥所政治委员。2012年1月，任空军南宁基地政治委员。2016年1月，任西部战区空军副政治委员。2019年6月，任东部战区空军政治委员。
2012年7月，晋升空军少将军衔。2019年12月，晋升空军中将军衔。